# Claudius római császár
Tiberius Claudius Caesar Augustus Germanicus, általánosan elterjedt néven Claudius császár (Lugdunum, Kr. e. 10. augusztus 1. – Róma, Kr. u. 54. október 13.), korábbi nevén Tiberius Claudius Drusus Nero Germanicus a Római Birodalom negyedik császára volt. Uralkodása 41. január 24-től 54-ben bekövetkezett haláláig tartott. A galliai Lugdunumban (a mai Lyonban) született. Apja Nero Claudius Drusus, anyja Antonia Minor volt. Claudius volt az első római császár, aki Itálián kívül született.
Suetonius római életrajzírója írta róla: „míg aztán csaknem ötvenedik éve felé szinte csodával határos véletlen folytán hatalomra jutott”. Sohasem tartották valószínűnek, hogy Claudius egyszer császár lesz. Rokkant volt és 37-es consullá választásáig (a másik konzul unokaöccse, Caligula lett) semmilyen hivatalt sem töltött be. Talán testi fogyatékossága mentette meg attól, hogy Tiberius és Caligula tisztogatásainak célpontja legyen. Caligula meggyilkolása után azért választották császárrá, mert ő volt a család egyetlen felnőtt férfi tagja. Annak ellenére, hogy nem volt járatos a politikában, sikeresen irányította a birodalmat és több fontos építkezést indított el. Uralkodása idején a Római Birodalom újabb területeket szerzett; ezek közül a legfontosabb Britannia meghódítása volt 43-ban. Érdeklődött a jog és törvényhozás iránt, bírósági tárgyalásokon elnökölt, naponta húsz rendeletet hozott. Ennek ellenére a nemesség gyenge uralkodónak tartotta; azért, hogy bebizonyítsa az ellenkezőjét, Claudius több szenátort is kivégeztetett. Magánéletében több csapás is érte, az egyik végül a meggyilkolásához vezetett. Ezek miatt az ókori történetírók körében nem volt népszerű, ám a modern történettudomány már tárgyilagosan vizsgálja életét, a mai munkákból egy erőskezű és tehetséges szervező képe bontakozik ki előttünk.

## Claudius betegsége és személyisége
Suetonius részletesen ír Claudius betegségéről. Térdei gyengék voltak, nem tudott egyenesen állni, feje mindig remegett. Dadogott, és beszéde gyakran zavaros volt. Amikor izgatott lett, nyáladzott és a taknya is folyni kezdett. Apokolokyntosis című művében Seneca azt írja, hogy Claudius hangja egyetlen szárazföldi élőlényéhez sem volt fogható, és a kezei szintén elég gyengék voltak. Ennek ellenére nem volt torz, Suetonius szerint amikor nyugodt volt, akkor magasnak, jókötésűnek látszott. Amikor ideges lett, vagy nagy nyomás nehezedett rá, tünetei csak romlottak. A történészek egyetértenek abban, hogy trónra lépése után állapota sokat javult. Claudius azt állította, hogy életben maradása érdekében gyakran rájátszott betegségére.
A 20. század folyamán többféle diagnózis is született Claudius betegségét illetően. A második világháború előtt a legtöbben úgy gondolták, hogy gyermekbénulásban szenvedett. Robert Graves is ez alapján írta Claudiusról szóló regényeit. Sok tünetre azonban a gyermekbénulás nem ad választ, az újabb kutatások a szélütést valószínűsítik.
Az ókori történetírók Claudiust bőkezűnek, nem túl intelligensnek tartották, gyenge tréfákat mondott, állandóan nevetett és a közrendűekkel ebédelt. Vérszomjas, kegyetlen, könnyen dühbe jövő embernek írták le (az utóbbit Claudius is elismerte, többször nyilvánosan bocsánatot kért természete miatt). Gyakran túlzottan bízott a közrendűekben, feleségei és felszabadított rabszolgái könnyen befolyásolták. De azt is írták róla, hogy paranoid, közönyös, unalmas és könnyen összezavarható volt. Claudius fennmaradt művei egészen más képet festenek róla: egy intelligens, olvasott, lelkiismeretes adminisztrátorét, aki ügyelt a részletekre, és igazságos volt.
Claudius igazi talány marad Suetonius és Tacitus tendenciózus történetírása miatt. Mióta a 20. században megtalálták az alexandriaiakhoz írott leveleit, rengeteg kísérlet irányult arra, hogy rehabilitálják és pontos képet kapjanak róla. Claudius értékelése a 20. század második felében jelentősen változott, de a korábban kialakult, és széleskörűen elterjedt hamis kép nehezen módosítható a köztudatban.
Claudius tizenhárom esztendeje a senatussal való hadakozással telt el. Meg is kapta érte a magáét, az utókor úgy ismeri, mint születésétől fogva gyengeelméjű, nyomorék testű, határozatlan, tesze-tosza papucsférjet. Mindezt Senecának köszönheti, aki (természetesen csak Claudius halála után) írt egy röpke pamfletet „Az isteni Claudius tökkéváltozása” címmel, és az utókor tizenkilenc évszázadon át szinte semmi mást nem tudott róla. Pedig Claudius egyike volt a legjobb princepseknek. Amennyire még kihámozható, Claudius a provinciális arisztokrácia „felfejlesztésével” vívta ki a senatorok nemtetszését. Emellett azonban kiváló adminisztrátor volt, nagy építtető és mellesleg jó történész - és mindegyik fent említett képessége okán külön-külön megkapta a beosztását Suetoniustól és Tacitustól, akik még a jó tulajdonságokat is képesek voltak úgy előadni, hogy az negatívummá váljon. Hosszú időn keresztül nem is jelenhetett meg másként a senatusban, csak fegyveres kísérettel.
Nem kis súllyal esik latba mai megítélésében a senatori rendhez tartozó ifjabb Seneca száműzetése, és ennek következtében Seneca gyűlölete az uralkodó ellen. Érthető módon Seneca nem hízelgő módon, sőt nem is objektív módon fogalmazott Claudiusszal kapcsolatban.

## Családja és gyermekkora
Claudius Kr. e. 10. augusztus 1-jén, Tiberius Claudius Drusus néven született a galliai Lugdunumban, amikor egy oltárt szenteltek fel Augustusnak. Ő volt a harmadik életben maradt gyermeke Nero Claudius Drususnak és Antonia Minornak; két testvére Germanicus és Iulia Livilla volt. Claudiusnak valószínűleg még két testvére született, de azok fiatalon meghaltak.
Anyai nagyszülei Marcus Antonius és Octavia Minor, Augustus nővére voltak. Apai nagyszülei Livia Drusilla, Augustus harmadik felesége és Tiberius Claudius Nero voltak. Uralkodása idején Claudius indította el azt a szóbeszédet, mely szerint apja valójában Augustus törvénytelen fia volt.
Kr. e. 9-ben Drusus váratlanul meghalt, talán egy sebesülés következtében. Claudiust ezután anyja nevelte, aki nem házasodott újra. Amikor Claudius betegsége egyre nyilvánvalóbbá vált, családjával megromlott a kapcsolata. Antonia szörnyetegnek nevezte és az ostobaság mintaképének tartotta. Claudiust évekig nagyanyja, Livia nevelte. Ő egy kicsit kedvesebb volt, de gyakran küldött neki rövid leveleket, amikben megfeddte őt. Egy „volt öszvérhajcsárra” bízták, hogy fegyelmezze meg, mert úgy gondolták, hogy túl lusta és akaratgyenge. Tizenéves korára állapota láthatóan javult, családja pedig észrevette érdeklődését a tudományok iránt. 7-ben Titus Liviust bízták meg, hogy Claudiusnak történelmet tanítson, Sulpicius Flavus segítségével. Claudius rengeteg időt töltött az utóbbival és egy másik filozófussal, Athenodoros Cananitesszel. Athenodoros szerint Augustust meglepte Claudius szónoki tehetsége, komoly reményeket fűzött hozzá.

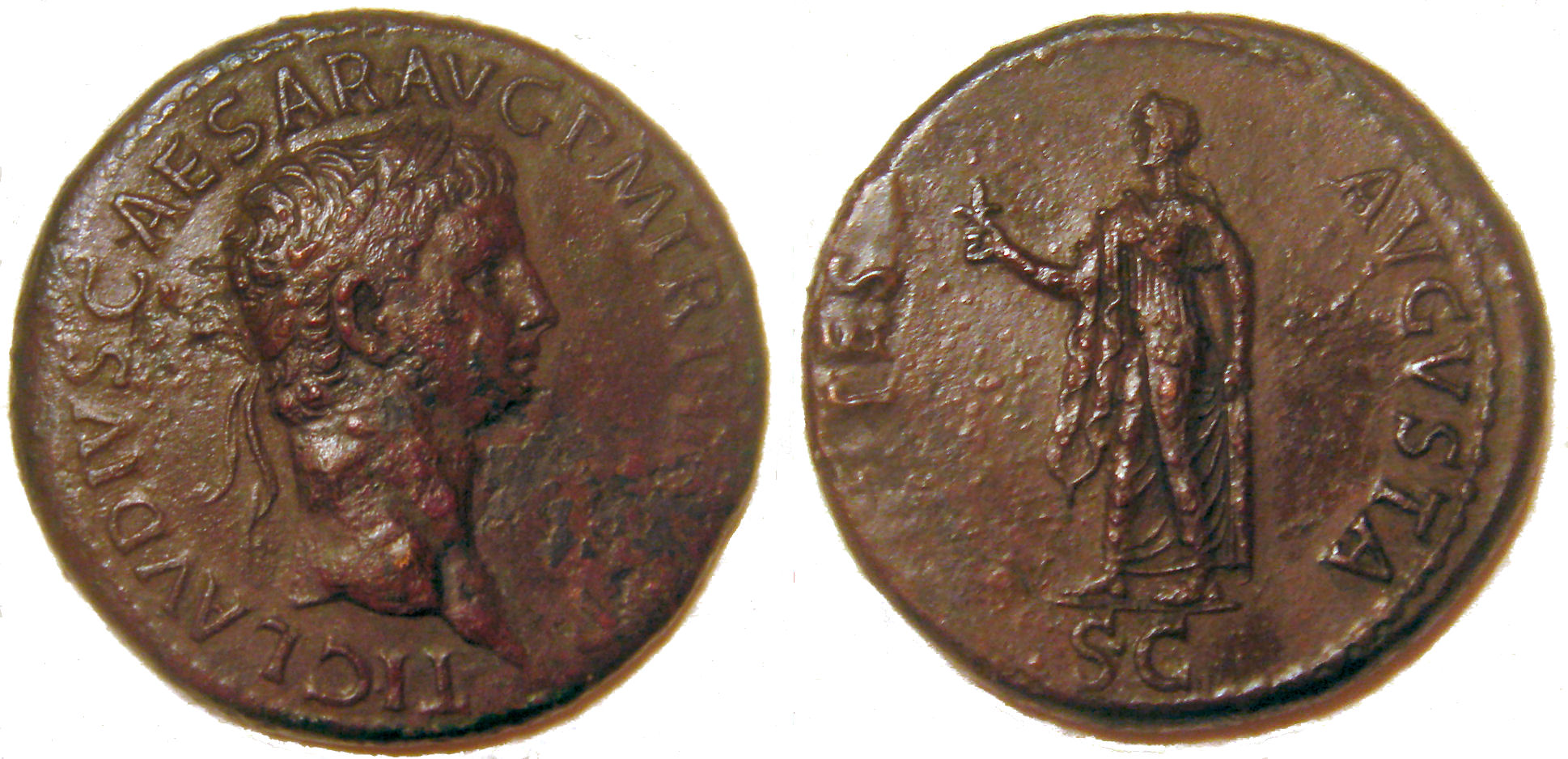
Claudius sestertiusa 41-ből. A hátoldalon Spes, a remény istennője látható. A pénzt Claudius fiának születése után bocsátották ki.

Végül ígéretes történészi munkája volt az, ami korai pályáját derékba törte. Vincent Scramuzza és mások szerint Claudius a római polgárháborúk történetén kezdett dolgozni, ami vagy túl igazságos, vagy túl kritikus volt Octavianusszal szemben. Bármelyik is az igazság, egy hasonló tett akkor még túl korai volt, és Augustust csak arra emlékeztette, hogy Claudius Marcus Antonius leszármazottja. Claudius anyja és nagyanyja véget vetett a munkának; bizonyára emiatt gondolták úgy, hogy Claudius nem lenne képes betölteni egy közhivatalt. Nem volt elég megbízható ahhoz, hogy valamelyik párt mellé álljon. Évekkel később, amikor újra a történelemmel foglalkozott, a második triumvirátus háborúit egyszerűen kihagyta munkájából. Ám családja egészen császárrá választásáig a háttérben tartotta. Amikor 8-ban felépült a paviai diadalív a császári család tiszteletére, Claudius neve (Tiberius Claudius Nero Germanicus) felkerült a diadalív szélére – a két elhunyt herceg, Gaius és Lucius, valamint Germanicus gyermekeinek neve mellé. Néhányan úgy gondolják, hogy Claudius nevét évtizedekkel később saját maga írta az oszlopra.

## Uralkodása

### Megválasztása
Megválasztásáról Iosephus Flavius így ír: " Claudius…mivel a császár gyászos vége miatt az egész házban nagy volt az izgalom, elbújt az egyik szűk folyosón, mert féltette az életét; úgy gondolta, hogy most már maga a császári származás hozhatja rá a veszedelmet…Miközben tehát a népen erőt vett a rémület és a palotában csak úgy hemzsegtek a dühös katonák, és a polgárok aggodalmában és zavarában nyilván a testőrség is osztozott, tanácskozásra ültek össze az úgynevezett praetoriánusok, a hadsereg színe-java…Mindez fokozta Claudius aggodalmát, aki reszketett az életéért…Az esti szürkületben valami kiemelkedő helyen állt, amihez néhány lépcső vezetett fel, mikor egy Gratus nevű testőr odament hozzá, abban a hiszemben, hogy valami rossz szándékú ember áll ott. Claudius odaszólt, hogy jöjjön közelebb de a katona nem ment oda. Mikor azután felé nyújtotta a kezét, a katona felismerte és bajtársainak, akik odasiettek, odakiáltott: < Hiszen ez Germanicus (Claudius egyik neve atyja után), nosza, hát kiáltsuk ki császárnak! > Mivel Claudius észrevette, hogy a katonák erőszakkal magukkal akarják vinni, s már-már Caius sorsától rettegett, könyörögni kezdett, hogy kíméljék meg az életét, és bizonykodott, hogy ő sohasem bántott meg senkit, és semmi tudomása nem volt mindarról, ami történt. Gratus azonban megragadta a jobb karját és rákiáltott: < Ne beszélj ilyen ostobaságokat, hanem tekints föl, és gondolj arra, hogy az istenek az emberiség üdvére megfosztották Caiust a császári méltóságtól és neked adták át erényeid jutalmául. Jöjj hát, és foglad el őseid trónját!> És ezzel fölemelte Claudiust, aki félelmében és a hallottakon érzett örömében összeroskadt."
Egy ilyen bohózatba illő jelenet közepette dőlt el, hogy a senatus hiába akarta visszaállítani a köztársasági rendet, a testőrség másképp határozott.

### A birodalom hódításai
"Germániában igyekezett elkerülni a komoly összecsapásokat. A frízekkel és más ottani népekkel vívott kisebb jelentőségű harcok végső célja a rajnai határvonal szilárd birtoklása volt. Katonai sikereket ért el Britanniában, ahol a mai London környékén vetette meg lábát a római uralom, valamint Észak-Afrikában, ahol Mauretania került római kézre. Trákia is ekkor vált római tartománnyá. Gallia lakói egy részének római polgárjogot adományozott, ami nagyban elősegítette e vidék romanizálódását."

### Közmunkák
Claudius rengeteg épületet hagyott hátra. Középületek, vízvezetékek épültek, sőt kibővítette az ostiai kikötőt, amivel a kereskedelmi kapacitást, közvetve Róma ellátását javította. Az Aqua Claudia és Anio Novus vízvezetékek bőséges friss vizet juttattak a Sublaqueaum-forrásból a fővárosba.

### Kormányzás és a senatus
Claudius folytatta Augustus irányítási rendszerét, jelentősen tovább fejlesztve azt. Augustus alatt a procuratorok házi alkalmazottból előléptek állami tisztségviselővé. A korábbi idők hagyománya volt, hogy a házi ügyeket megbízott alkalmazottak, felszabadított rabszolgák intézték a nemesi udvarokban, ezeket Augustus a saját udvarában és az államvezetésben is megtartotta. Claudius kényszerűségből folytatta ezt a hagyományt, mivel a senatorok nyilván nem voltak hajlandók efféle adminisztratív ügyekkel foglalkozni, méltóságukon alulinak tartván azt. Szabadosai közül kiváló embereket választott az államirányítás posztjaira, ezek közül is kiemelkedett Pallas, Callistus és Narcissus. Körvonalazódtak az államvezetés területei, Pallas a fiscust irányította, Callistus a beérkező iratokat kezelte, Narcissus pedig a császári leiratokat fogalmazta. A szabadosoknak ez a befolyásos helyzete nagy visszatetszést keltett a senatori rendben, annak ellenére, hogy megoldással ők sem álltak elő. Mindhárom fent említett libertinus erőszakos halállal végezte.
Megindult a romanizálás folyamata azzal, hogy több tartomány szabad lakossága polgárjogot kapott. Annak idején Caesar sem magának az egyeduralomnak a megszerzése miatt lett merénylet áldozata, hanem attól féltek a senatorok, hogy Caesar végül elfogadja a felajánlott koronát és ezzel a senatori rend elveszíti a provinciák feletti befolyást és jövedelmeik egy részét. Claudius alatt ez folytatódott kis lépésekben, és ezzel is kivívta a senatori rend nemtetszését. A senatorok a későbbiekben is a monarchikus intézményrendszer felállításának, fejlődésének kerékkötői lettek, így a császárkor belső stabilitásának hiánya nagyrészt rajtuk múlt. Ennek első jelei látszanak Claudius alatt.

## Házasságai és magánélete
Első jegyese Aemilia Lepida, Augustus dédunokája volt, akit még az esküvő előtt elhagyott. Második jegyese Livia Medullina azaz Camilla (a nagy diktátor Camillus leszármazottja volt), aki az esküvő előtt titokzatos körülmények között meghalt.
Ez után vette feleségül Plautia Urgulanillát, aki kicsapongó életmóddal keserítette meg életét, ráadásul gyilkosság alapos gyanújába is keveredett. Fiuk, Drusus, egy gyorsan bekapott és véletlenül a torkába akadt gyümölcs miatt kiskorában meghalt, míg lányukat, Claudiát kitagadta, miután kiderült, hogy anyja házasságtörő kapcsolatából fogant. Claudius elvált.
Következő felesége Aelia Paetina. Claudius azonban előző házassága miatt ekkorra bizalmatlanná vált a nőkkel szemben, így ez a házassága is válással végződött.
Caligula közbenjárásával ez után vette el rokonát, Valeria Messalinát, akitől Octavia nevű lánya és Britannicus nevű fia született. Messalina a férjénél jóval fiatalabb, heves vérű asszony volt, tehát nem éppen ideális partner az öregedő Claudius számára. Gyermekei megszületése után már inkább idegen férfiakkal népesítette be az ágyát. 48-ban, Claudius távollétét kihasználva Messalina odáig merészkedett, hogy szabályos házassági szertartás keretében férjhez ment egy Caius Silius nevű előkelőhöz, a római aranyifjúság egy közismert alakjához. Claudius egy napra katonai teljhatalommal ruházta fel az őt felvilágosító Narcissust, aki azonnal kivégeztette a párt, sőt még több más, az ügyben érintett személyt is.
Pallas rábeszélésére eltűrte unokahúga, Agrippina közeledését. Agrippina özvegyasszony volt, előző házasságából Lucius nevű fia született. Claudius megkörnyékezésével az volt a célja, hogy fia számára megszerezze a trónt. 49-ben feleségül vette Agrippinát, majd 50-ben adoptálta gyermekét. Végül mindezt megtetézve Luciust jelölte meg örököséül a trónon, háttérbe szorítva saját fiát, Britannicust, aki azonban köztudottan beteges, fizikailag gyakorlatilag alkalmatlan volt az uralkodásra.
Agrippina, miután elérte célját, megmérgezte Claudiust, aki 54. október 13-án meghalt.

## Tudományos művek és hatásuk
A nyelvészetet és a történelemtudományt nagyon szerette, odaadással ápolta a római hagyományokat. Történészi munkásságára jellemző, hogy 47-ben elrendelte a hagyományos évszázados ünnepségek (ludi saeculares, Róma alapításának 800. évfordulója alkalmával) megtartását, vagy adoptált fia, Nero első senatusbeli felszólalását egy háromszáz esztendős irat felolvasásával támogatta meg.

## Claudius a művészetekben
- Robert Graves: Én, Claudius
- Robert Graves: Claudius, az isten
- Mika Waltari: Az emberiség ellenségei  (1964: több magyar kiadás).
- Seneca: Apocolocynthosis